# Halle échevinale de Lille
Ne doit pas être confondu avec Hôtel de ville de Lille.

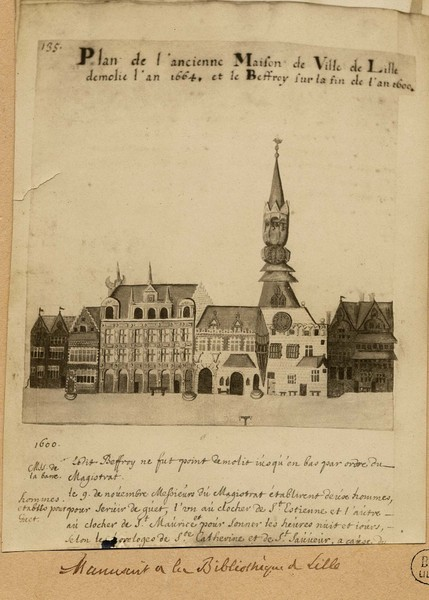
Hôtel de Ville en 1600

La halle échevinale de Lille est la halle échevinale de la commune de Lille, siège de la vie municipale, le Magistrat, de 1233 à 1664.

## Histoire
La halle échevinale construite en 1285 en bordure de la « Petite Place » (actuelle place du Théâtre) est agrandie et embellie en 1594. La partie supérieure du beffroi est abattue en 1601. Le Magistrat quitte l'endroit en 1664 pour s'installer au palais Rihour. Le bâtiment par la suite est utilisé par le restaurant appelé Lalubie
Les constructions disparates de plusieurs époques sont vendues par lots à la suite de ce transfert. À leur emplacement, les acquéreurs construisent des maisons qui disparaîtront lors du percement de la rue de la gare, actuelle rue Faidherbe. Le bâtiment principal de 1594 est cependant préservé après 1664 sauf le pignon qui fut démoli. La façade en partie mutilée fut partiellement restaurée peu avant sa démolition en 1870.
Ce bâtiment, dernier vestige de l'ancienne halle, est détruit lors du percement de la rue Faidherbe .

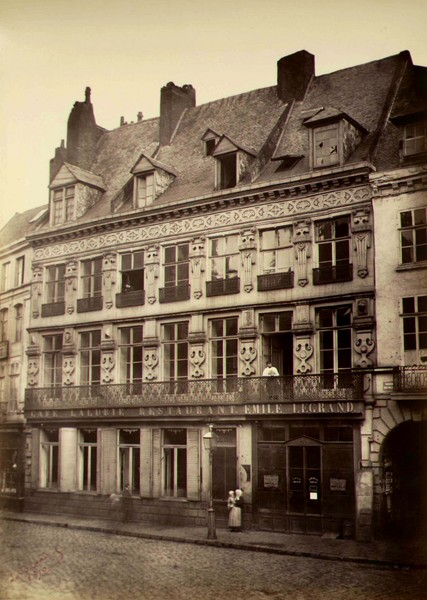
Halle échevinale de Lille photographiée avant sa démolition en 1870 (photo Le Blondel)
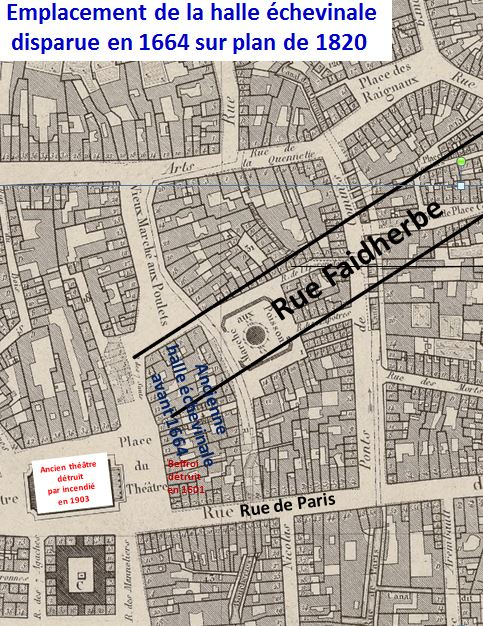
Emplacement de l’ancienne halle sur plan de 1820

## Description
La halle échevinale est le lieu de vie de la municipalité, le Magistrat, de 1233 à 1664.